# Most Míru (Budyšín)
Most Míru (hornolužickosrbsky Móst měra, německy Friedensbrücke) překlenuje řeku Sprévu v Budyšíně a je jedním z větších kamenných obloukových mostů v Sasku. Spolu s dálničním mostem A4 a mostem Západní tangenty je jedním ze tří nejdůležitějších silničních spojení přes Sprévu ve městě. Čtyři mostní oblouky na masivních pilířích a opěrách překlenují hluboce zaříznuté a strmé údolí Sprévy ve výšce přes 20 metrů na délce 181 metrů.

## Historie
Dříve přístupy do města zabezpečovaly mosty Heilige-Geist-Brücke (most Svatého Ducha) a Hammermühlenbrücke (Hamersko-mlýnský most), které se staly nedostačujícími se vzrůstem dopravy v souvislosti s rozvíjející se industrializací.
Od roku 1903 byl projekt výstavby mostu připravován Královským inspektorátem silnic a vodních staveb (německy Königlichen Straßen- und Wasser-Bauinspektion) za významné účasti stavebního inženýra Artura Specka, který později realizaci projektu také z velké části koordinoval. Po dvou letech výstavby byl most v roce 1909 slavnostně otevřen saským králem Friedrichem Augustem III. pod názvem Kronprinzenbrücke (Most korunního prince). Most postavil firma Liebold z Landenbrücku.
Na konci druhé světové války během bitvy o Budyšín byl 20. dubna 1945 most spolu s dalšími 16 mosty vyhozen do povětří a jeho větší část byla zničena. Rekonstrukce byla zahájena v dubnu 1946 a přes značné finanční potíže a nedostatek materiálu byla dokončena 20. prosince 1949, kdy byl most znovu vysvěcen a otevřen pro silniční dopravu. Byl pojmenován most Míru jako připomínka na válečné události a zničení města.
Rozsáhlá rekonstrukce mostu byla provedena v letech 1998 a 2007. Otevřením obchvatu města v roce 2013 přestala po mostě jezdit dálková doprava.

### Data
- Délka mostu: 181 m
- Rozpětí oblouků: první: 27,00 m, druhý a třetí: 35,00 m, čtvrtý: 29,675 m.[4]
- Volná výška: 24 m[3]